# Gargasgrotten
De Gargasgrotten zijn twee grotten en een archeologische vindplaats van rotskunst uit het Gravettien in de Franse gemeente Aventignan. Deze grotten in de Pyreneeën zijn bekend voor hun stencils van handen. De grotten bestaan uit twee galerijen op verschillende niveaus, die van elkaar gescheiden zijn door een kleilaag. Beide galerijen zijn versierd met tekeningen en gegraveerde voorstellingen.

## Handen
De lagere galerij  is 140 meter lang en 25 meter breed en enkel in deze galerij bevinden zich de bekende stencils van handen. Een eerste onderzoek van de ingang van deze grot vond plaats in de 19e eeuw. In 1911 werd de volledige grot onderzocht door Henri Breuil en Émile Cartailhac. Later vond er nog onderzoek door Claude Barrière plaats. Ze vonden bewoningslagen van verschillende periodes, het Mousterien, het Aurignacien en het Gravettien.
In totaal zijn er meer dan 200 handstencils aangebracht, die gegroepeerd zijn, de meeste in het zogenaamde Heiligdom van de handen. Hier werden kleine botfragmenten gevonden die in spleten van de rotswand waren geduwd. De stencils zijn zowel in rood als zwart pigment. Deze stencils worden gerekend tot het Gravettien en zijn waarschijnlijk 26.860 jaar oud. Deze datum werd verkregen door een C14-datering op een van de gevonden botten.
De handen lijken afkomstig van beide geslachten en van alle leeftijden. Er zijn zelfs enkele stencils van babyhanden gevonden. Opvallend zijn de stencils met verkorte vingers naast een normale duim. Hetzelfde fenomeen werd gevonden in de grot van Cosquer en men gaat ervan uit dat dit opzettelijk zo werd aangebracht en dat dit niet het resultaat was van een verwonding aan de hand. Verder zijn er ook enkele stencils van gebogen duimen gevonden. Dezelfde voorstellingen zijn gevonden in de grotten van Pech-Merle en Les Trois-Frères.
Ook zijn er op plafonds groeven aangebracht door de vingers door natte klei te halen. Ook hier gaat het om afdrukken van vingers van volwassenen en van kinderen. Gelijkaardige groeven, vaak meer dan twee meter van de grond, werden gevonden in de grotten van Cosquer en Rouffignac.